# Étienne Franzi
Pour les articles homonymes, voir Franzi.
Étienne Franzi est né à Monaco le 16 décembre 1946 est un banquier monégasque, ancien président de l'AS Monaco FC.

## Biographie
Étienne Franzi est élu président de l'AS Monaco le 31 mars 2009 . Sous sa présidence, l'AS Monaco gagne la Coupe Gambardella mais subit la descente en Ligue 2.